# Jaych Ossoud al-Charkiya
Ne doit pas être confondu avec Jaych al-Charkiya.
Jaych Ossoud al-Charkiya (arabe : جيش أسود الشرقية, L'« Armée des lions de l'Est ») est un groupe rebelle de la guerre civile syrienne, fondé en 2014.

## Histoire

### Fondation
Jaych Ossoud al-Charkiya est formé le 4 août 2014 par des rebelles expulsés du gouvernorat de Deir ez-Zor par l'État islamique,,. Le groupe rassemble alors plusieurs factions : notamment le Liwa al-Qadisiyah, le Liwa Omar al-Mukhtar et Bayariq al-Cheitat.
Par la suite d'autres factions intègrent Jaych Ossoud al-Charkiya. En avril 2017, ces dernières sont les suivantes : le Liwa al-Qadisiyah, Bayariq al-Cheitat, la Katiba Ahfad Aisha, la Katiba Abou Obeida ibn al-Jarah, la Katiba al-Hamza, le Liwa ibn al-Qaim, le Liwa Mujahid Omar al-Mukhtar, le Liwa Bashayir al-Nasr, le Liwa al-Ahwaz, le Liwa Dir al-Umma, le Liwa al-Fatah, le Liwa Ousoud al-Sunnah et le Liwa Ousoud Umayyad. Un autre mouvement, le Liwa Ousoud al-Asima, avait également rallié Jaych Ossoud al-Charkiya avant de faire défection et de rejoindre Jaych al-Islam.

### Affiliations
Jaych Ossoud al-Charkiya est affilié à l'Armée syrienne libre,. Le groupe est aussi initialement membre du Front de l'authenticité et du développement,, mais il s'en retire en décembre 2015. Il fait aussi partie du Front du Sud.

## Idéologie
Selon le chercheur Alexander McKeever, Jaych Ossoud al-Charkiya ne semble pas avoir de projet politique autre que la chute du régime de Bachar el-Assad.

## Organisation

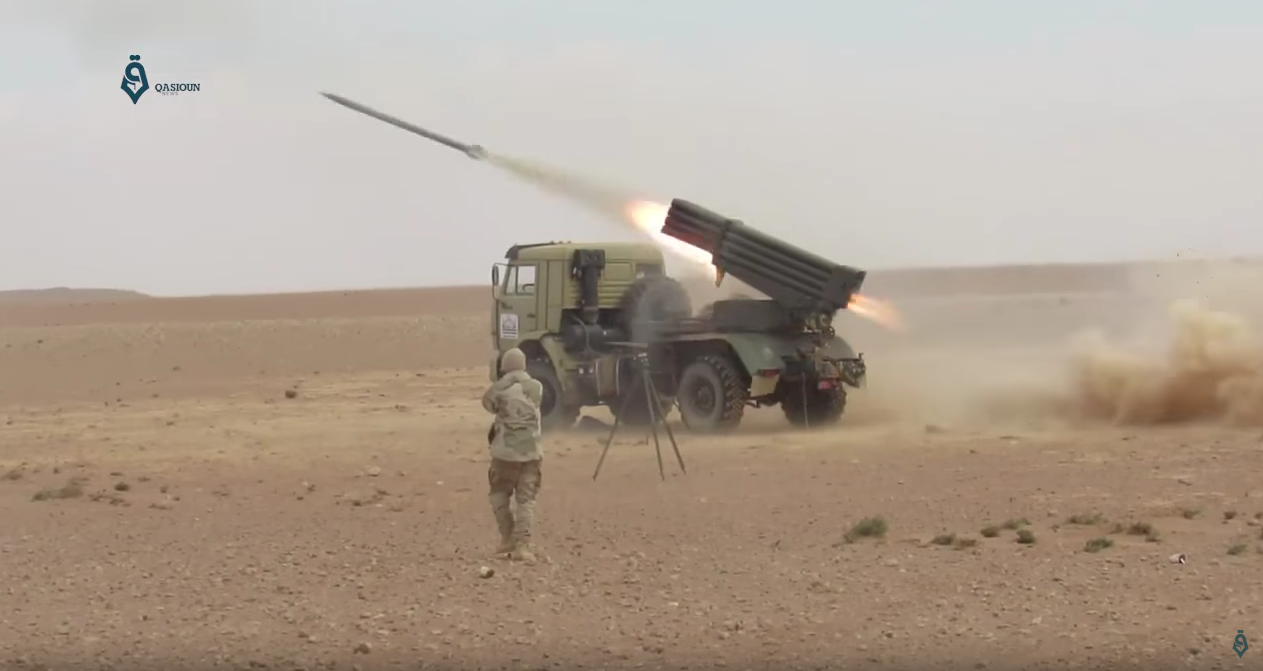
Un BM-21 Grad de Jaych Ossoud al-Charkiya, le 28 mars 2017.

### Commandement
Jaych Ossoud al-Charkiya est dirigé par Talas al-Salameh, dit « Abou Faisal »,,. De 2012 à 2014, ce dernier avait auparavant dirigé un autre groupe : le Liwa Bashayir al-Nasr, ainsi que le conseil de choura des moudjahidines de Deir ez-Zor, qui réunissait plusieurs factions rebelles,. Le commandant militaire adjoint est Abou Barzan al-Sultani. Le porte-parole est Younes al-Salamah,.

### Effectifs
Selon Talas al Salameh, le groupe compte 200 hommes à sa fondation en août 2014. Les effectifs montent ensuite à 350 hommes en janvier 2016, 450 en septembre 2016 et 1 300 en avril 2017. Ces derniers touchent un salaire de 150 dollars par mois payés par le centre des opérations militaires, basé en Jordanie. Selon le porte-parole du groupe, les combattants ont également été entraînés par des militaires jordaniens et américains.

### Armement
Jaych Ossoud al-Charkiya dispose de BM-21 Grad, de plusieurs chars T-55 et d'au moins un T-62. Soutenu par les États-Unis, le groupe bénéficie aussi, au moins à partir de janvier 2015, de missiles antichar BGM-71 TOW fournis par la CIA,. Le groupe aurait également pris à l'État islamique plusieurs de ces armes, auparavant capturées par les djihadistes sur les rebelles syriens ou l'armée irakienne,.

## Zones d'opérations

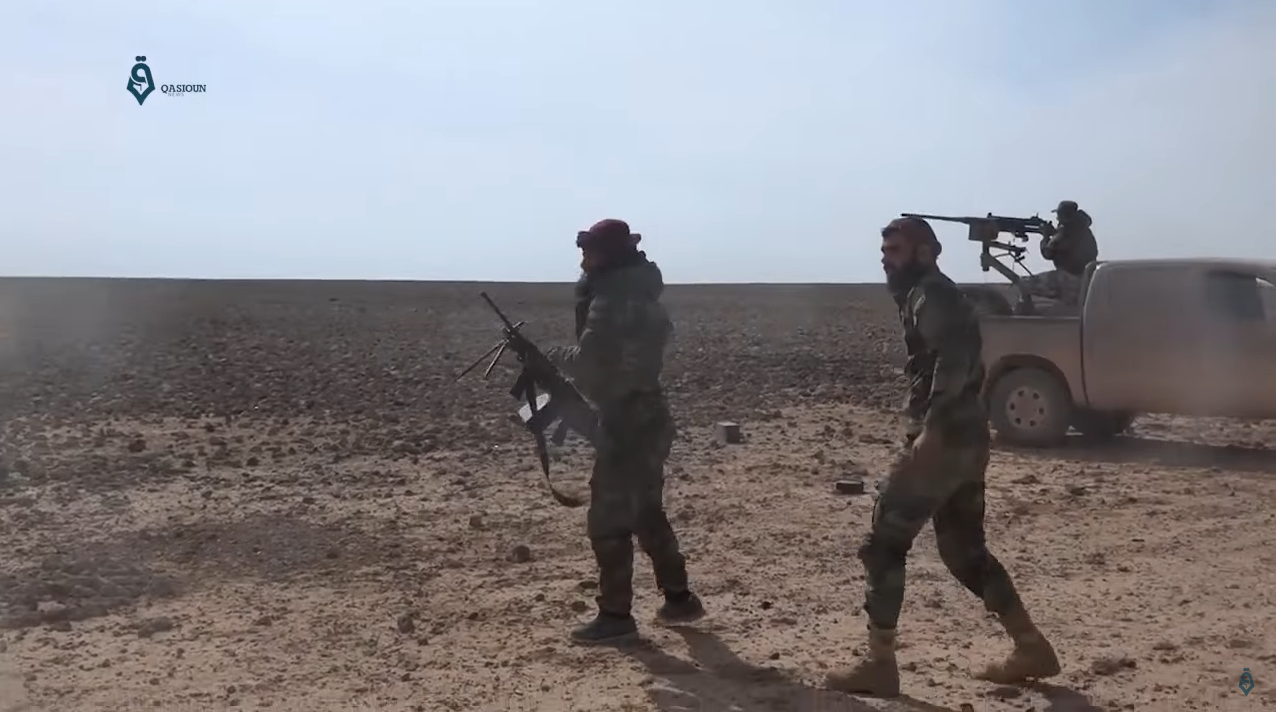
Des combattants de Jaych Ossoud al-Charkiya lors de l'opération « Sarajna al-Jiyad », le 28 mars 2017.

Le groupe est présent dans l'est du Qalamoun et le désert de Syrie, aux abords des frontières jordanienne et irakienne,. Le groupe est actif contre l'État islamique dans cette région,. Il combat notamment aux côtés de la Force du Martyr Ahmed al-Abdo et de la Nouvelle Armée syrienne,,. En juin 2016, ils mènent la bataille de Boukamal, mais l'opération se termine par un échec cinglant pour les rebelles. À l'été 2016, le groupe subit également des bombardements de la part de la Russie,.
En mars 2017, Jaych Ossoud al-Charkiya, la Force du Martyr Ahmed al-Abdo et Jaych Ahrar al-Asha'er lancent contre l'État islamique une opération baptisée « Sarajna al-Jiyad » dans les régions désertiques du sud-est du gouvernorat de Rif Dimachq et du nord-est du gouvernorat de Soueïda, près de la frontière avec la Jordanie,. Les rebelles attaquent depuis la ville de Bir Kassab et prennent aux djihadistes environ 250 kilomètres carrés de territoire en seize jours de combats,. En avril, Jaych Ossoud al-Charkiya progresse encore contre les djihadistes dans la région d'al-Alyaniyyah, au sud du gouvernorat de Homs.
Le 8 avril 2017, les rebelles aidés par la coalition repoussent une nouvelle attaque menée par l'EI sur al-Tanaf avec au moins 30 inghimasi,,.
En 2015, le groupe dispose également d'une faible présence dans les quartiers de Qaboun et Tishreen, dans la banlieue de Damas, : le Liwa Ousoud al-Asima, filiale de Jaych Ossoud al-Charkiya, qui annonce sa formation dans cette zone le 17 janvier 2015, mais fait défection six mois plus tard pour rejoindre Jaych al-Islam.